# 西田順子
西田 順子（にしだ じゅんこ、1915年11月3日 - 生没不明）は、日本の陸上競技選手。
1936年の夏季オリンピックで女子走高跳に出場した。 